# 월간아이돌:아이돌키우기
⟨월간아이돌:아이돌키우기⟩는 608Factory에서 개발 및 서비스하는 픽셀 아이돌 육성 게임이다. 2018년 8월 23일 출시되었으며 2018년 10월 초 10만회 다운로드를 기록했다. 출시 3개월만에 구글 플레이스토어 전체 인기 게임 차트 3위, 시뮬레이션 게임 차트 1위를 달성하였다. 자사의 전작인 《전설의 만보로》, 《자취생 키우기》와 흡사한 픽셀형식 모바일 인디 게임으로 유저가 직접 연예 기획사의 사장이 되어 성공적으로 기획사를 운영하는 식으로 진행된다.

## 등장인물
아이돌, 트레이너, 연습생, 팬, 매니저이 존재한다. 사용자가 사장이 되어 보이그룹, 걸그룹, 혼성그룹 중 하나를 선택하여 연습생들을 데뷔시킨다. 아이돌은 앨범 제작에 참여하고, 활동을 하고, 연습을 한다. 트레이너는 총 항목별로 6명이 존재하고, 트레이너의 레벨이 올라갈수록 훈련받는 아이돌 또는 연습생의 해당 항목의 능력치가 빠르고 많이 올라간다. 팬들은 항상 아이돌의 스케줄에 참여하며 팬 수 증가, 부가적인 수입을 주며 아이돌의 능력치를 올려줄 수 있는 선물을 제공해주기도 한다. 매니저는 아이돌의 스케줄에 동참하며 활동 성과에 대해 언급한다.

## 아이돌

### 데뷔
보이그룹, 걸그룹, 혼성 그룹중 하나를 선택하여 데뷔시킬 수 있다. 현재 보유하고 있는 아이돌 그룹 이외에 추가로 그룹을 더 만들고 싶다면 젬스톤 300개를 써서 생성할 수 있다. 그룹 수를 늘릴 때마다 300젬스톤씩 추가된다.한 그룹 당 최대 10명의 아이돌이 소속될 수 있다. 5명까지는 무료이며 6명 이상부터 젬스톤을 지급하여 추가해야 한다.

### 포지션
사용자가 리더와 센터를 설정할 수 있고, 메인 보컬, 메인 댄서 등 원하는 포지션으로 고를 수 있다. 센터와 리더로 선정된 아이돌은 추가로 메인 보컬이나 리드 래퍼 등의 포지션을 선택할 수 있다.포지션에는 보컬, 댄서, 래퍼로 나뉘며 또다시 메인, 리드, 서브로 나뉜다.

### 등급
아이돌의 계약 기간은 5년이며 만기를 채우면 현재 아이돌의 위치를 알려준다. 이후 재계약과 해체 중 앞으로의 활동 여부를 결정해야 한다. 아직 만기를 채우지 않은 상태에서 그룹 해체를 시키고 싶다면 젬스톤 1000개를 써야 한다.
| 등급 | 위치                                        |
| ---- | ------------------------------------------- |
| F-   | 듣보잡 아이돌                               |
| F    | 초록창에 검색해도 안 나오는 아이돌          |
| F+   | 근황의 아이콘 아이돌                        |
| D-   | 아는 사람만 알고 대부분 알 수 없는 아이돌   |
| D    | 얼굴만 기억나고 이름은 기억 안 나는 아이돌  |
| D+   | 노래는 들어봤는데 누군지 알 수 없는 아이돌  |
| C-   | 지방행사용 아이돌                           |
| C    | 수도권 행사용 아이돌                        |
| C+   | 전국 행사용 아이돌                          |
| B-   | 어느 정도 인지도 있는 아이돌                |
| B    | 떴다고 말할 수 있는 아이돌                  |
| B+   | 최근 방송 대세를 이어가는 아이돌            |
| A-   | 젊은 층에서 사랑받는 아이돌                 |
| A    | 광고만 하면 불티나게 팔아버리는 완판 아이돌 |
| A+   | 전 연령에게 사랑받는 국민 아이돌            |
| S-   | 대한민국을 제패한 아이돌                    |
| S    | 대한민국을 찍고 아시아를 제패한 아이돌      |
| S+   | 아시아 찍고 유럽까지 제패한 아이돌          |
| SS-  | 세계적인 셀럽 반열에 오른 월드돌            |
| SS   | 빌보드 차트를 씹어먹은 세계적인 아이돌      |
| SS+  | 세계 역사에 길이 남을 슈퍼돌                |
| P+   | 외계인도 사랑하는 우주돌                    |

### SNS
멤버 개인별로 최대 4개의 SNS를 보유할 수 있다. 젬스톤 300개로 SNS 계정을 추가할 수도 있고, 보유 SNS 중 하나를 랜덤으로 레벨업시킬 수도 있다. SNS 종류로는 인수타그램, 트이타, 유튜부, 훼이크북이 있다. 10초에 한 번씩 현재 보유 SNS 레벨의 확률로 보상 효과를 얻는다.
| SNS        | 효과             |
| ---------- | ---------------- |
| 인스타그램 | 열정 1회복       |
| 트위터     | 랜덤 컨셉 1 획득 |
| 유튜브     | 젬스톤 1획득     |
| 페이스북   | 팬 100 획득      |

## 앨범 제작
앨범 타이틀과 주제를 정한 뒤 주제와 어울리는 컨셉을 고른다. 이때 주제와 컨셉이 잘 맞으면 매니저가 탁월한 선택이라고 하지만, 잘 맞지 않는 경우 망할 거라고 조언한다. 이를 무시할 경우 분명 망한다고 말한다. 컨셉은 2개로 정해지는데 남은 하나는 랜덤으로 정해진다. 보컬, 댄스, 작사, 작곡 프로듀서를 고른 뒤 이후 코디를 정하면 1분 내로 앨범이 제작되며 출시된 앨범에 대한 등급과 평론가, 기자, 네티즌, 팬들의 평이 뜬다. 1분 동안 사전 주문을 받은 뒤 10분 동안 앨범을 판매하는 식으로 진행된다. 판매 동안 시간당 앨범 차트 순위와 음원 스트리밍 횟수, 음반판매수, 유튜부 조회수를 볼 수 있다. 앨범의 등급이 높으면 높을 수록 좋은 평과 높은 수익을 얻을 수 있다.

## 스케줄
스케줄을 통해 팬 수를 늘리고 수익을 벌 수 있다. 또한 도심에서 필요한 철근, 벽돌을 얻을 수 있을 뿐더러 방송국에 참여하기 위한 사과를 얻을 수 있다. 열정이 부족하거나 HP가 부족한 상태로 스케줄을 뛰면 수입이 50% 감소된다.

### 종류
W앱, 보이는 라디오아이돌, CF 촬영, 영화 촬영, 영상화보 촬영, 행사, 대학축제, 팬미팅, 팬싸인회, 시상식 MC 등이 있다. 스케줄을 통해 팬을 확보할 수 있다.
매년 2월과 9월에는 아이돌 운동대회가 열린다. 원하는 멤버를 골라 달리기, 허들, 양궁, 씨름 중 하나로 출전한 뒤 1위를 하면 해당 멤버의 팬과 열정이 늘어난다.
매년 12월에 연말 시상식이 열린다. 상 종류로는 608팩토리상, 신인상, 본상, 최악의 앨범상, 인기상, 대상이 있다.

### 보상
스케줄 중 팬이나 촬영팀에게서 터치 보상을 얻을 수 있다.
- 하트: 팬 수를 늘리고 부수입을 획득한다.
- 음표: 부수입을 획득한다.
- 젬스톤: 많이 나오지는 않다.
- 해골: 팬이 줄어든다.

스케줄 진행 시 팬들이 서포트(커피 차, 도시락)를 보내면 전체 수익의 50%가 증가한다.
팬들로부터 받은 서포트는 숙소 침실에 갖다 놓아 아이돌의 스탯을 증가하도록 해준다.

## 콘서트
콘서트를 완매하면 다음 스테이지가 열린다. 콘서트 진행 동안 팬들로부터 핑크스톤과 경험치를 터치하여 얻을 수 있다.
티켓 가격은 또는 최대 18만원까지 올릴 수 있다. 하지만 일정 가격을 넘어서면 입장객의 50%가 감소한다. 정산 비율도 조절할 수 있는데 최대 -1(아이돌):10(회사)로 가능하다. 4(아이돌):6(회사)부터 아이돌의 열정이 감소하고, 회사의 비율을 늘릴 때마다 아이돌의 열정이 10 감소한다.
| 콘서트장          | 비용      | 수용 인원 |
| ----------------- | --------- | --------- |
| 예술의 전당       | 1,000만원 | 1,000명   |
| 잠실 보조경기장   | 5,000만원 | 5,000명   |
| 올림픽 경기장     | 1억원     | 1만명     |
| 고척돔            | 5억원     | 5만명     |
| 잠실 종합운동장   | 10억원    | 10만명    |
| 태국 콘서트       | 50억원    | 50만명    |
| 베트남 콘서트     | 100억원   | 100만명   |
| 인도네시아 콘서트 | 500억원   | 500만명   |
| 일본 투어         | 1,000억원 | 1,000만명 |
| 중국 투어         | 5,000억원 | 5,000만명 |
| 미국 투어         | 1조원     | 1억명     |
| 전 세계 투어      | 10조원    | 50억명    |
| 태양계 투어       | 300조원   | 100억명   |
| 소속사 콘서트     | 1,000조원 | 5만명     |
| 안드로메다 투어   | 1,000조원 | 5,000억명 |
| 전 우주 투어      | 7경원     | 1조명     |

## 회사 관리
회사 관리에는 현재 활동 중인 아이돌 그룹, 연습생, 자사가 보유하고 있는 아이돌 그룹, 회사, 매니저 카테고리가 있다.
- 현재 활동 중인 아이돌 그룹: 소속되어 있는 멤버들이 나오며, 각각의 이름, 예명, 나이, 성별, 역할, 포지션, 캐릭터, HP, 열정, 팬 수 및 팬 랭크를 볼 수 있다. 또한 보컬, 댄스, 예능, 연기, 작사, 작곡의 능력치를 볼 수 있으며[24] 쿨, 큐트, 프리티, 섹시 정도를 볼 수 있다. 보유하고 있는 SNS와 방송 경력도 볼 수 있다.
- 연습생: 확장하지 않은 기본 연습생칸은 최대 30명 수용 가능하다. 젬스톤 1000개를 쓰면 5명의 연습생을 추가로 보유할 수 있도록 연습생칸이 늘어난다. '랭크순으로 정렬'을 누르면 연습생의 랭크 순서대로 배치된다. 특별관리 설정을 한 해당 연습생은 회사의 연습실에서 아이돌들과 같이 연습할 수 있다. 또한 원하는 아이돌에게 연습생의 능력치를 전이시킬 수 있다.[25] 능력치 전이를 하면 해당 연습생의 능력의 절반이 선택한 아이돌에게 합쳐지고 연습생의 정보는 사라진다. 능력치 전이 대신 연습생을 퇴출시킬 수도 있다.
- 아이돌 그룹: 그룹명과 현재 랭크, 남은 계약 기간, 총 앨범 판매량, 총 수익, 팬클럽명, 응원봉 모양, 총 팬 수, 음반판매 최고기록, 음원판매 최고기록, 유튜부[26] 조회수 최고기록이 있다. 앨범 제작, 판매, 콘서트 중에는 '아이돌 그룹'탭을 조작할 수 없다.
- 회사: 회사이름, 레벨, EXP[27], 회사 운영기간, 소속그룹 수, 총 앨범 판매량, 총 수익, 히스토리[28]가 있다.
- 매니저: 매니저로 얻는 아이템들은 도심에서 사용할 수 있다. 스케줄 종료 후 브리핑하는 매니저를 통해 철근[29], 벽돌[30], 사과[31]를 획득할 수 있다. 총 10명의 매니저[32]가 있으며 회사 레벨에 따라 선택할 수 있다.

## 캐스팅
'연속 6번 캐스팅하기'를 누르면 6배 된 비용으로 6명을 캐스팅할 수 있다.일반으로 6번 캐스팅하는 것보다 5초가 단축된다는 이점이 있다.
| 캐스팅 종류          | 등급 | 비용            |
| -------------------- | ---- | --------------- |
| 인터넷 캐스팅        | F~D  | 500만원         |
| 길거리 캐스팅        | F~S  | 1억원           |
| 국내 오디션          | D~S  | 5억원           |
| 해외 오디션          | D~SS | 10억원          |
| 타회사 연습생 스카웃 | C~SS | 1,000억원       |
| 광고보고 캐스팅      | F~SS | 광고 시청       |
| 보석으로 캐스팅      | A~SS | 젬스톤 10,000개 |

기본 캐스팅 이외에도 시가지에서 캐스팅하는 방법이 있는데, 길거리에서 새로운 연습생들을 만나며 캐스팅할 수 있다. 한 번 캐스팅 시도를 하는데 에메랄드 50개가 필요하다. 거리에 돌아다니는 사람 중 한명을 여러번 붙잡으면 최종적으로 캐스팅된다.

## 퀘스트

### 목표달성
연습생 뽑기, 스케줄 가기, 콘서트 개최, 앨범 제작, 광고 시청, 옷&헤어 모으기, 회사레벨 달성, 최사 총 수익 달성 일정 횟수를 넘으면 항목 당 젬스톤 10개의 보상을 받는다.

### 일일 퀘스트
스케줄 5번 가기, 게임 60분 플레이, 광고시청 10번, 황금새 3번 클릭, 하루에 3번 게임 접속, SNS에 공유 항목들을 채우면 각각 젬스톤 10개의 보상을 받는다.

### 도감
연습생, 헤어, 옷 도감이 있으며 해당 항목을 채우면 젬스톤 보상을 받는다. 연습생 항목은 젬스톤 100개, 코디는 젬스톤 5개를 받을 수 있다.

## 아이템샵

### 코디샵
헤어와 의상을 광고 시청을 하거나, 젬스톤, 게임 머니를 내고 뽑을 수 있다. 젬스톤으로 구매할 경우, 코디를 미리 볼 수 있다. 다른 코디를 보고 싶다면 30초 광고 시청을 하거나 30분을 기다려야 한다. 패키지들은 현금으로 구매해야 한다.
인벤토리에서 남녀 각각 구매한 코디들을 확인할 수 있다. 드레스룸에서는 배경과 멤버 배치, 포즈를 선택한 뒤 의상을 입혀 시뮬레이션도 가능하다.

### 구인샵
- 벤

게임 스피드를 높여준다. MAX 시 최대 20% 빨라진다.
- 보컬 트레이너

보컬 EXP를 증가시킨다. MAX 시 최대 6% 증가한다.
- 댄스 트레이너

댄스 EXP를 증가시킨다. MAX 시 최대 6% 증가한다.
- 예능 트레이너

예능룸이 생겨야 구할 수 있다. 예능 EXP를 증가시킨다. MAX 시 최대 6% 증가한다.
- 연기 트레이너

연기룸이 생겨야 구할 수 있다. 연기 EXP를 증가시킨다. MAX 시 최대 6% 증가한다.
- 작사 트레이너

작사룸이 생겨야 구할 수 있다. 작사 EXP를 증가시킨다. MAX 시 최대 6% 증가한다.
- 작곡 트레이너

작곡룸이 생겨야 구할 수 있다. 작곡 EXP를 증가시킨다. MAX 시 최대 6% 증가한다.

### 푸드샵
- 열정알약

열정을 회복시켜주는 알약이다. 먹일 때마다 비용이 늘어나지만 최대 10억원에서 끝난다.
- 나이 감소 주사

원하는 아이돌의 나이를 원하는 만큼 줄일 수 있는 주사다. 최대 100살까지 어리게 할 수 있다.
- 체력 회복

아이돌의 체력을 회복할 수 있게 한다. 최대 100까지 업그레이드가 가능하다.
- COOL 상승

식빵으로 표현된다. 최대 1000만큼 상승시킬 수 있다.
- CUTE 상승

조각 케이크로 표현된다. 최대 1000만큼 상승시킬 수 있다.
- PRETTY 상승

샐러드로 표현된다. 최대 1000만큼 상승시킬 수 있다.
- SEXY 상승

아메리카노로 표현된다. 최대 1000만큼 상승시킬 수 있다.
- HP 상승

밥으로 표현된다. 최대 1000만큼 상승시킬 수 있다.
나이 감소 주사, 아이돌 능력치, HP 최대치는 아이돌의 등급에 따라 최대 결제 금액이 달라진다.
COOL, CUTE, PRETTY, SEXY는 앨범 평가에 영향을 미치는 요인이 된다.

### 버프샵
스타터팩, 모든 버프 패키지, 광고 제거 등은 현금 결제해야 한다. 젬스톤 5000개를 들여 HP 감소율이 영구적으로 30% 하락하게 할 수 있다.

### 오피스
- 로비

12억 5,000만원을 들여 최대 레벨 50까지 업그레이드할 수 있다. 최대치일 때 HP회복이 5% 증가한다.
- 보컬룸

12억 5,000만원을 들여 최대 레벨 50까지 업그레이드할 수 있다. 최대치일 때 보컬 학습 속도 50% 증가한다.
- 댄스룸

12억 5,000만원을 들여 최대 레벨 50까지 업그레이드할 수 있다. 최대치일 때 댄스 학습 속도 50% 증가한다.
- 예능룸

25억원을 들여 최대 레벨 40까지 업그레이드할 수 있다. 최대치일 때 예능 학습 속도 50% 증가한다.
- 연기룸

37억 5,000만원을 들여 최대 레벨 30까지 업그레이드할 수 있다. 최대치일 때 연기 학습 속도 50% 증가한다.
- 작사룸

50억원을 들여 최대 레벨 20까지 업그레이드할 수 있다. 최대치일 때 작사 학습 속도 50% 증가한다.
- 작곡룸

62억 5,000만원을 들여 최대 레벨 10까지 업그레이드할 수 있다. 최대치일 때 작곡 학습 속도 50% 증가한다.

### 가구점
숙소, 거실, 부엌, 욕실, 침실을 업그레이드할 수 있다. 침실은 최대 5개까지 만들 수 있다.

## 숙소
회사 레벨 10부터 숙소가 열린다. 아이템샵의 가구점에서 숙소, 거실, 부엌, 욕실, 침실을 업그레이드할 수 있다. 침실2는 숙소 레벨 25, 침실 3은 레벨 50, 침실 4는 레벨 75, 침실 5는 레벨 100에서 열린다. 인테리어에서 추가로 방꾸미기와 서포트, 펫을 확인할 수 있다.

### 방꾸미기
스킨, 거실, 욕실, 침실을 꾸밀 수 있다.
스킨에는 기본, 휴양지, 중세 성, 한옥, 크리스마스 테마가 있으며 각각 젬스톤 20,000개와 핑크스톤 10,000개로 구매 가능하다. 거실과 욕실, 침실은 젬스톤으로 구매할 수 있는 벽지, 핑크스톤으로 구매할 수 있는 벽지가 있으며, 젬스톤을 이용해 가구를 구매할 수 있다. 침실에서는 룸메이트를 정할 수도 있다.

### 서포트
스케줄이 끝나면 팬들이 랜덤으로 서포트를 준다. 침실에 하나씩 둘 수 있는데 해당 침실을 쓰는 아이돌은 아이템이 갖고 있는 효과만큼 스탯이 올라간다. 서포트는 자유롭게 이동 가능하다. 서포트는 1인용과 2인용으로 나뉘는데 2인용 아이템을 사용하면 룸메이트로 있는 멤버들의 친밀도가 높아진다.

### 펫
숙소와 오피스에서 펫을 키울 수 있다. 각 동물 별로 얻을 수 있는 효과와 조건은 다음과 같다.
| 동물     | 효과                | 획득 조건                         |
| -------- | ------------------- | --------------------------------- |
| 고양이   | 3분당 +10젬스톤     | 찾아오는 고양이와 친밀도 100 쌓기 |
| 강아지   | 3분당 보컬포인트 +1 | 스케줄 200회 다녀오기             |
| 토끼     | 3분당 댄스포인트 +1 | 콘서트 300회 개최하기             |
| 사막여우 | 3분당 예능포인트 +1 | 앨범 프로듀싱 100회 하기          |
| 라쿤     | 3분당 연기포인트 +1 | 트레이닝 1,000회 하기             |
| 붉은여우 | 3분당 작사포인트 +1 | 가구사용 2,000회 하기             |
| 펭귄     | 3분당 작곡포인트 +1 | 서포트 3,000회 가지고 놀기        |
| 알파카   | 3분당 COOL +1       | 회사레벨 40 달성하기              |
| 거북이   | 3분당 CUTE +1       | 숙소레벨 100 달성하기             |
| 판다     | 3분당 PRETTY +1     | 100시간 플레이하기                |
| 패럿     | 3분당 SEXY +1       | 버프아이템 구매하기               |

## 신사옥
업데이트가 되면서 도심이 열려 신사옥이 추가되었다. 1경원으로 토지 구입을 한 뒤 지을 수 있다. 신사옥을 지으면 오피스 레벨 50에서 최대 레벨 60까지 업그레이드할 수 있게 된다. 신사옥은 최대 3단계까지 업그레이드할 수 있으며, 3단계 시 메인 화면이 바뀌고, 구내 식당이 생긴다.